# Рідкодубська сільська рада
Рідкоду́бська сільська́ ра́да — адміністративно-територіальна одиниця та орган місцевого самоврядування у Хмельницькому районі Хмельницької області. Адміністративний центр — село Рідкодуби.

## Загальні відомості
- Територія ради: 39,07 км²
- Населення ради: 1 107 осіб (станом на 2001 рік)

## Історія
Хмельницька обласна рада рішенням від 18 червня 2014 року перейменувала у Хмельницькому районі Рідкодубівську сільську раду на Рідкодубську.

## Населені пункти
Сільській раді підпорядковані населені пункти:
- с. Рідкодуби
- с. Лапківці

## Склад ради
Рада складається з 15 депутатів та голови.
- Голова ради: Синишина Людмила Михайлівна

### Депутати
За результатами місцевих виборів 2010 року депутатами ради стали:

#### За суб'єктами висування
| Суб'єкт висування | Кількість обраних депутатів | %    |
| ----------------- | --------------------------- | ---- |
| Самовисування     | 11                          | 73,3 |
| Народна партія    | 4                           | 26,7 |

#### За округами
| № округу       | Прізвище, ім'я, по батькові     | Дата визнання обраним | Освіта             | Партійна приналежність | Відомості про обраного депутата                                   |
| -------------- | ------------------------------- | --------------------- | ------------------ | ---------------------- | ----------------------------------------------------------------- |
| Народна Партія |                                 |                       |                    |                        |                                                                   |
| 2              | Борейко Василь Миколайович      | 01.11.2010            | середня спеціальна | позапартійний          | п/п, орендарставка                                                |
| 3              | Тхорик Наталія Миколаївна       | 01.11.2010            | середня спеціальна | позапартійна           | Рідкодубська сільська рада, секретар                              |
| 4              | Николайчук Галина Михайлівна    | 01.11.2010            | середня спеціальна | позапартійна           | ДП "Ст.-Конст. молокозавод, приймальник молока                    |
| 6              | Бахурська Людмила Сергіївна     | 01.11.2010            | середня спеціальна | позапартійна           | Рідкодубська сільська рада, бухгалтер                             |
| Самовисування  |                                 |                       |                    |                        |                                                                   |
| 1              | Кащук Ніна Володимирівна        | 01.11.2010            | середня спеціальна | позапартійна           | Рідкодуська загальноосвітня школа, вчитель початкових класів      |
| 5              | Капітан Ніна Омельянівна        | 01.11.2010            | середня            | позапартійна           | пенсіонер                                                         |
| 7              | Малькут Валентина Володимирівна | 01.11.2010            | вища               | позапартійна           | Рідкодубська загальноосвітня школа, вчитель початкових класів     |
| 8              | Шкварський Микола Олександрович | 01.11.2010            | середня            | позапартійний          | ФГ «Альфа», водій                                                 |
| 9              | Музика Зіна Сергіївна           | 01.11.2010            | середня            | позапартійна           | Рідкодубський фельдшерсько-акушерський пункт, молодша мед. сестра |
| 10             | Борисевич Михайло Михайлович    | 01.11.2010            | середня            | позапартійний          | ПП Потапов В.П, водій автобуса                                    |
| 11             | Міщук Тетяна Миколаївна         | 01.11.2010            | середня спеціальна | позапартійна           | Рідкодубська загальноосвітня школа, вчитель початкових класів     |
| 12             | Бойчук Оксана Анатоліївна       | 01.11.2010            | середня            | позапартійна           | с. Чорний ОстрівТЗВП, продавець                                   |
| 13             | Жалюк Галина Іванівна           | 01.11.2010            | середня спеціальна | позапартійна           | Укрпошта, листоноша                                               |
| 14             | Танчук Лідія Григорівна         | 01.11.2010            | середня            | позапартійна           | тимчасово не працює                                               |
| 15             | Денисюк Зоя Дмитрівна           | 01.11.2010            | середня            | позапартійна           | ПП «Проспект буд», формівник цегли                                |